# 중세 이슬람의 점성술
중세 아랍은 하늘의 연구에 예리한 관심을 갖고 있었는데, 일부는 천체를 신적인 존재로 여기지 않았기 때문이며, 일부는 사막 지역의 거주자들은 종종 밤에 이동 할때, 그들의 여정에 길잡이가 되는 별자리에 대한 지식에 의존했기 때문이다. 이슬람교의 도래 이후, 무슬림들은 기도의 시간과 카바의 방위 그리고 모스크의 올바른 방향 결정해야 했고, 그 모든 필요는 천문학 연구에 종교적 자극으로써 도움을 주었고, 천체가 인간의 환경 뿐만아니라 지상의 사건에도 영향을 줄 수 있다는 신앙에 기여했다. 그와 같은 영향력을 다루는 과학은 (더 넓게는 علم الفلك 일름 알팔락 '(하늘의) 구성의 과학'으로 알려진) 천문학의 분야를 포함하는 학과로써 점성술(아랍어: علم النجوم 일름 안누줌)을 칭하는 그러한 효력을 다룬다. 그러한 학문들의 원리는 아랍과 페르시아, 바빌로니아, 헬레니즘 그리고 인도의 전통에 뿌리를 두고 있으며 두 분야 모두 8세기에 그들의 장대한 천문대 그리고 천문학과 점성술 문헌의 도서관의 설립에 뒤이어 아랍인들에 의해 발전되었다.
중세 시대에 걸쳐 첨성술의 실제적 적용은 무슬림 종교 학자들과 과학자들의 심도있는 철학적 토론의 대상이었다. 그럼에도 불구하고 점성학적 예측은 상당한 만큼의 정확한 과학적 숙련을 요했고 그 시대 내의 그러한 지식에 대한 탐구는 천문학의 연구와 발전을 위한 동기를 부여하는데 도움이 되었다.

## 역사
중세 이슬람의 천문학은 《프톨레마이오스의 알마게스트》를 기초로 하는 헬레니즘과 로마 시대의 전통을 계속시켰다. 의학과 천문학 및 점성술의 교육 중심지가 바그다드와 다마스쿠스에 건립되었고, 바그다드의 칼리파 알 만수르는 그 도시에 그 곳을 세계의 천문학의 중심지로 만든 주요한 천문대와 도서관을 설립하였다. 그 시기 동안, 천문학의 지식이 매우 증가되었고, 천체관측의가 알 파자리에 의해 발명되었다. 현대의 많은 항성의 이름은 그들의 아랍어 항성 목록으로부터 파생되었다.
알부만수르 또는 아부 마샤르(805~885년)은 페르시아의 점성가들 중 가장 영향력이 크다. 그의 논문 《인트로둑토리암 인 아스트로노미움(Introductoriam in Astronomium)》는 어떻게 "우리가 오로지 행성의 움직임의 큰 변화에 대한 관찰을 통해서만 세상에서의 무수한 변화의 다양성을 이해할 수 있는지"를 말하고 있다. 《인트로둑토리암(Introductoriam)》은 번역 작품으로써 중세에 스페인을 통해 유럽으로 전해진 된 최초의 서적 가운데 하나이며, 그곳에서 점성술과 천문학의 부흥에 지대한 영향을 미쳤다.
무슬림들은 약초의 치유적 속성과 황도대의 특정 별자리와 행성을 연결하는 것으로 의학과 천문학을 학과로써 결합시켰다. 예를 들어, 화성은 덥고 건주하다고 여겨졌으므로 헬레보레나 담배 또는 겨자씨와 같은 맵거나 자극적인 맛을 지닌 식물을 지배한다고 여겼다. 그러한 믿음은 현대 의학의 발전 때까지 컬페퍼와 같은 유럽의 본초학자들에게 받아들여졌다.
무슬림들은 상승점과 황도대의 각각의 행성 사이의 차이가 계산된 아랍식 가상점이라 불리는 체계를 발전시키기도 하였다. 그후에 그 새로운 위치는 어떤 종류의 '점(点)'이 되었다. 예를 들면, '운명의 점'은 태양과 상승점의 위치 차이를 구하고 달의 위치를 더한 곳에서 발견된다. 그런 식으로 계산된 점이 예를 들어 천칭자리의 10번째 하우스에서 발견된다면 어떤 종류의 동업으로 돈을 벌게 될 수 있음을 암시한다.
오마르 하이얌이 소개한 고전적 황도대를 근거로 하는 달력은 공인된 페르시아의 달력으로써 아프가니스탄과 이란에서 여전히 유효하다.
아스트롤라베와 같은 9세기부터 10세기까지의 독창적인 기여물들이 함께 수록된 알마게스트는 11세기를 시작으로 이슬람과 스페인의 접경지를 통해 유럽의 기독교 사회에 소개되었다.
또 다른 유명한 점성가이자 천문학자로는 쿠트브 알딘 알시라지(1236~1311년)이 있다. 그는 프톨레마이오스의 알마게스트에 대한 비평을 작성했고 천문학에서 두 가지 중요한 작품을 남겼다.: 1281년의《천문학 지식에 관한 업적의 한계(The Limit of Accomplishment Concerning Knowledge of the Heavens)》와 1284년의 《왕의 오늘(The Royal Present)》은 둘 모두 프톨레마이오스의 작품에 특히 행성의 이동의 분야에 설명을 더하고 개선한 것이다. 알 시라지는 무지개의 형성에 대해 최초로 정확한 과학적 설명을 남긴 사람이기도 하다.
울루그 베그는 15세기의 페르시아의 술탄이며 수학자이자 점성가이기도 했다. 1428년에 그는 관측소를 세웠고 프톨래미 이래로 최초의 독창적인 항성 지도를 만들었는데, 그것은 많은 항성들의 위치가 교정되었고 새로운 항성들도 포함되었다.

## 중세의 반박
점성술의 어떤 원리들은 알 파라비(알파라비우스)와 이븐 알하이삼(알하젠), 아비센나 (이븐 시나), 아부 라이한 알비루니 그리고 이븐 루스타(아베로에스)와 같은 몇몇 중세 무슬림 천문학자들에게 반박되었다. 그들이 점성술을 반박한 이유는 종종 과학적인 이유(점성가들에 의해 경험적 증거에 의한 것보다 추측이 사용되는 방법)와 종교적인 이유(정통파 이슬람 학자들과의 상충)의 둘 모두에 의해서였다. 그러나, 그러한 반박은 주로 점성술의 자연계에 관한 원리보다 그것의 국가 부문에 관계된 것이었다. 예를 들면, 아비센나의 (《리살라 피 이브딸 아흐캄 알 누줌 (Resāla fī ebṭāl aḥkām al-nojūm》)이라는 책에서) 점성술에 대한 반박은 무엇보다 우선하는 그것의 원리에 대한 지지를 나타냈다. 그는 각각의 행성이 대지에 다소 영향을 끼치는 것은 사실이라고 했지만, 그의 주장은 점성가들이 그것의 분명한 효과를 결정하는 어려움에 대한 것이었다. 본질적으로, 아비센나는 점성술을 부인하지는 않았지만, 지상의 물질계에 미치는 항성들의 명확한 효과를 이해할 수 있는 인간의 제한된 능력은 부인했다. 그것과 함께, 그는 점성술의 본질적인 교의는 부정하지 않았지만, 그것을 완전히 이해할 수 있는 우리의 능력은 부정했다.
이븐 카임 알자우지야(1292~1350년)은 그의 저서 《미프타흐 다르 알-사카다(Miftah Dar al-SaCadah)》에서 거의 점술과 밀접한 점성술의 국가적 실천을 반박하기 위해서 천문학의 경험적 논거를 사용했다. 그는 항성이 행성보다 훨씬 크다고 인정했으며, 그의 주장은 다음과 같다.:
| “ | 만일 여러분이 점성가 여러분이 그것의 먼 거리와 작은 크기 때문에 틀림없이 그것들의 영향력은 무시해도 좋다고 대답한다면, 여러분이 가장 작은 천체인 수성에 대해서는 큰 영향력을 주장하는 이유는 무엇입니까? 어째서 가상의 두 점(승교점과 강교점)인 알라의 것과 알다나브에 영향력을 부여하는 것입니까? | ” |

알 자우지야는 은하수를 "무수한 작은 별들이 항성들의 구체안에 빽빽히 늘어서 있는 것"으로 알았고, 그런 까닭에 "그것들의 영향혁에 대한 지식을 갖는 것은 확실히 불가능하다."고 주장했다.

## 동시대 무슬림 학자들의 견해
법리학자들에 따르면, 천문학은 월과 계절의 시작을 예측하는데 그리고 살라트(기도)와 항해의 방향을 결정하는데 유용하므로 천문학의 연구(ilm al-hay'ah)는 합법적이라고 한다. 그들은 이것의 과학 부문은 음력 월의 시작과 끝 예를 들면, 라마단을 결정하는데 유용하다는데 동의한다. 그러나, 점성술에 대해서는, 보이지 않는 지식은 오직 알라(신)가 알게해 준다는 믿음으로 인해, 많은 이슬람 학자들에게 하람(불법적)으로 여겨진다. 팔레스타인에 있는 알쿠드스 대학교의 이슬람 법학(피크흐) 교수인 후삼 알딘 이븐 무사 아프나 박사는 다음과 같이 전했다.:
| “ | 모든 것보다 앞서서 그것은 오래전에 아랍인들이 천문학을 이해하는데 가치있었다. 그들은 항성의 이동에 대한 관찰을 통하여 시간을 예측했다. 샤리흐의 학자들에 의하면, 그것이 당면한 문제를 다루게 될 때, 많은 사람들의 생각에 두 가지 용어가 혼동되었다고 한다. 그 용어는 천문학과 점성술이다. 천문학은 천체의 움직임을 연구하고 수학적 수준으로 관찰이 한정된 것을 다루는 과학이다. 그 과학은 시간과 계절 그리고 기도의 방향 등을 결정하는데 유용하다. 반면에, 점성술은 천체의 위치와 각이 지상의 자연적 사건과 인간사에 영향력을 갖는다는 신앙으로 그것들을 연구하는 것에 관계된다. 점성학자들은 항성의 움직임이 사람들의 생활에 영향력을 갖는다고 믿는다. 무슬림인 천문가들과 (종교적인) 학자들 양쪽 모두 점성학자들의 예언을 거부한다. | ” |

터키 정부가 지원하는 디야넷 바크피도 마찬가지로 천문학과 점성술 사이를 구별짓는데, 후자는 아랍 문화권에서의 비이슬람적 영향력 특히 사비교 (sabians) 힌두 점성술과 동일한 것으로 간주하여, 수니파의 견해를 표명한다. 점성술은 비과학적이며 자연 앞에서 무력한 인간의 견해에 이바지한다고 본다. 그러나, 일반 대중 사이에서 점성술은 가장 주요한 신문에 점성술 칼럼이 연재될 정도로 인기있다.
몇몇 학자들은 점성술이 학문의 금지된 분야라고 믿는다. 이맘 이븐 타이미야는 이렇게 말했다.: "천체의 위치와 각이 지상의 자연적 사건과 인간사의 과정에 영향력을 갖는다는 신앙으로 그것들을 연구하는 것과 관계되는 점성술은 쿠란과 순나에 의해서 그리고 무슬림 학자들의 만장일치로 금지된다. 뿐만 아니라, 점성술은 전능한 알라(신)의 모든 전령에 의해서도 금지된다고 여겨진다.
사우디의 학자 무함마드 이븐 알 우타이멘은 이렇게 말했다.: "점성술은 마법과 점복의 한 종류이다. 그것은 망상에 근거하며, 유형의 사실에 그렇지는 않는다. 천체의 움직임과 지상에서 벌어지는 일 사이에는 아무런 관련이 없다."

## 같이 보기
- 기독교와 점성술
- 밀교적 기독교
- 무슬림 천문학자 목록
- 성경의 점성술
- 이슬람의 천문학
- 점성술의 유대적 견해
- 헬레니즘 점성술